# Sextett
Sextett är en samling om sex, används om
- en ensemble av sex artister
- ett musikstycke för sex musiker

Musikaliska verk för sex musikinstrument har oftast ett förled som karaktäriserar besättningens sammansättning, exempelvis stråksextett (stråkinstrument),  blås(ar)sextett (blåsinstrument). Alternativt benämnes verken mer specifikt, till exempel Sextett för flöjt, piano och stråkkvartett.
Verk för sex röster är mindre vanliga.